# Ferry du lac Koman
Le ferry du lac Koman (en albanais : Trageti i Komanit) est un service de ferry pour passagers exploité par plusieurs entreprises locales le long du réservoir Koman (également connu sous le nom de lac Koman) dans le nord de l'Albanie.
La ligne fonctionne entre Koman, près de la centrale hydroélectrique de Koman (en), et Fierzë, près de la centrale hydroélectrique de Fierza. La ligne est connue pour ses vues panoramiques sur les gorges des montagnes, ses arrêts imprévus en cours de route pour servir les habitants et ses animaux embarqués à pleine capacité.

## Histoire
À la suite de la construction du barrage et de l'inondation de la zone, un service de ferry est créé pour desservir la population locale. Depuis les années 2000, la région est devenue une destination touristique en plein essor. En conséquence, l'ancien car-ferry Dardania a subi une rénovation complète et a commencé ses voyages réguliers en mai 2015 sous le nouveau nom d'Alpin Ferry. Entre juin 2012 et avril 2014, le car-ferry Jezerca X n'était plus en service. La nouvelle autoroute A1 reliant la côte albanaise à Kukës et au Kosovo l'a rendue superflu et a permis la transformation du navire Dardania. Actuellement, plusieurs entreprises privées proposent des forfaits touristiques personnalisés avec des navires acceptables.
Il y a aussi le bateau Dragobia (dont la cabine a été transformée d'un bus), qui circule sur le lac depuis 1994. Ils disposent désormais également du Berisha Ferry, qui peut transporter jusqu'à cinq voitures.

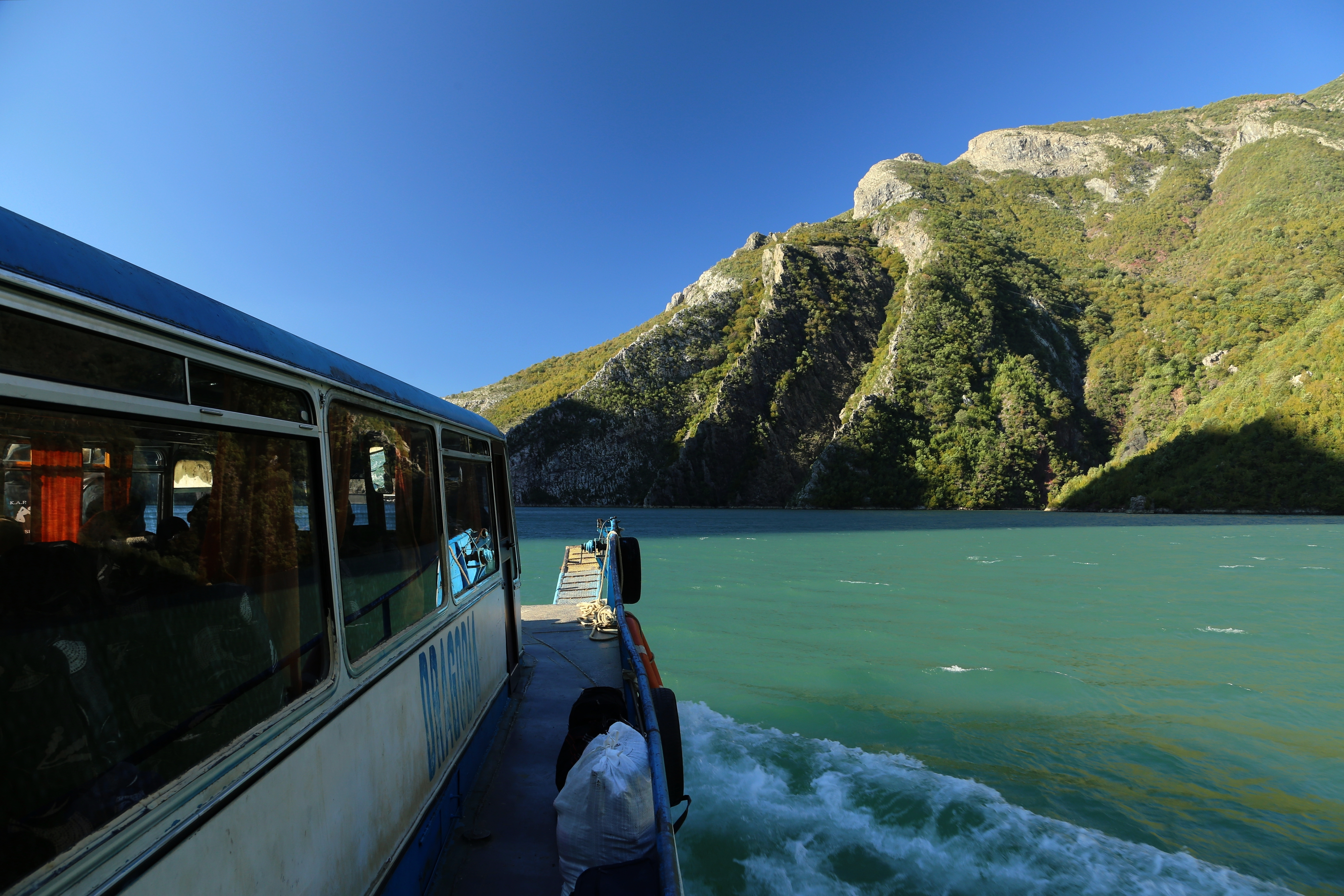
Ferry bus-bateau.

## Calendrier
En mai 2015, le car-ferry rénové a été réintroduit avec un service quotidien selon un nouvel horaire. Le trajet dure deux heures. D'autres services de ferry tels que Berisha ont un horaire inversé. Des changements d'horaire sont apportés pendant la saison hivernale pour s'adapter à une plus faible achalandage.

## Galerie

Ferry du lac Koman
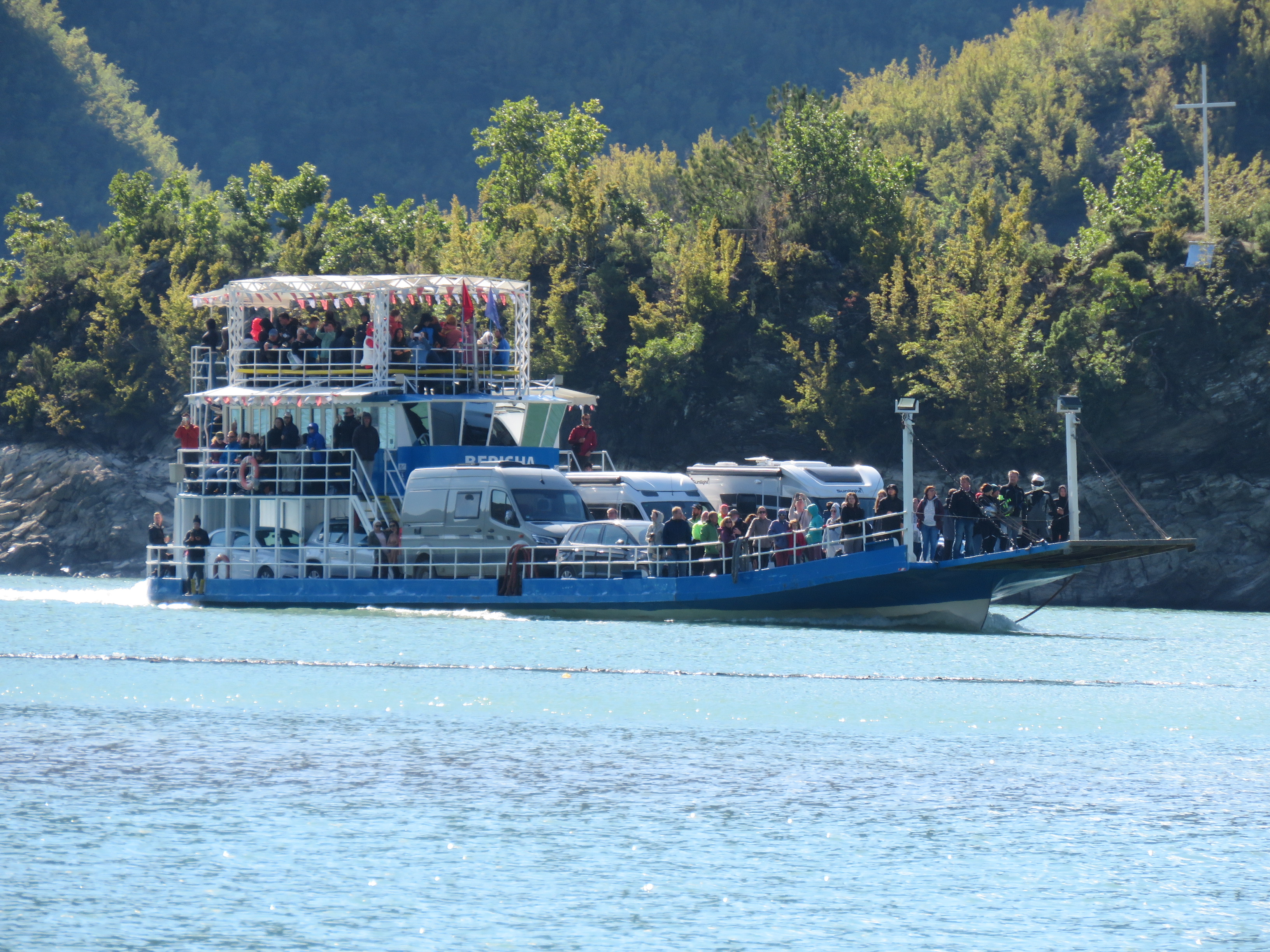
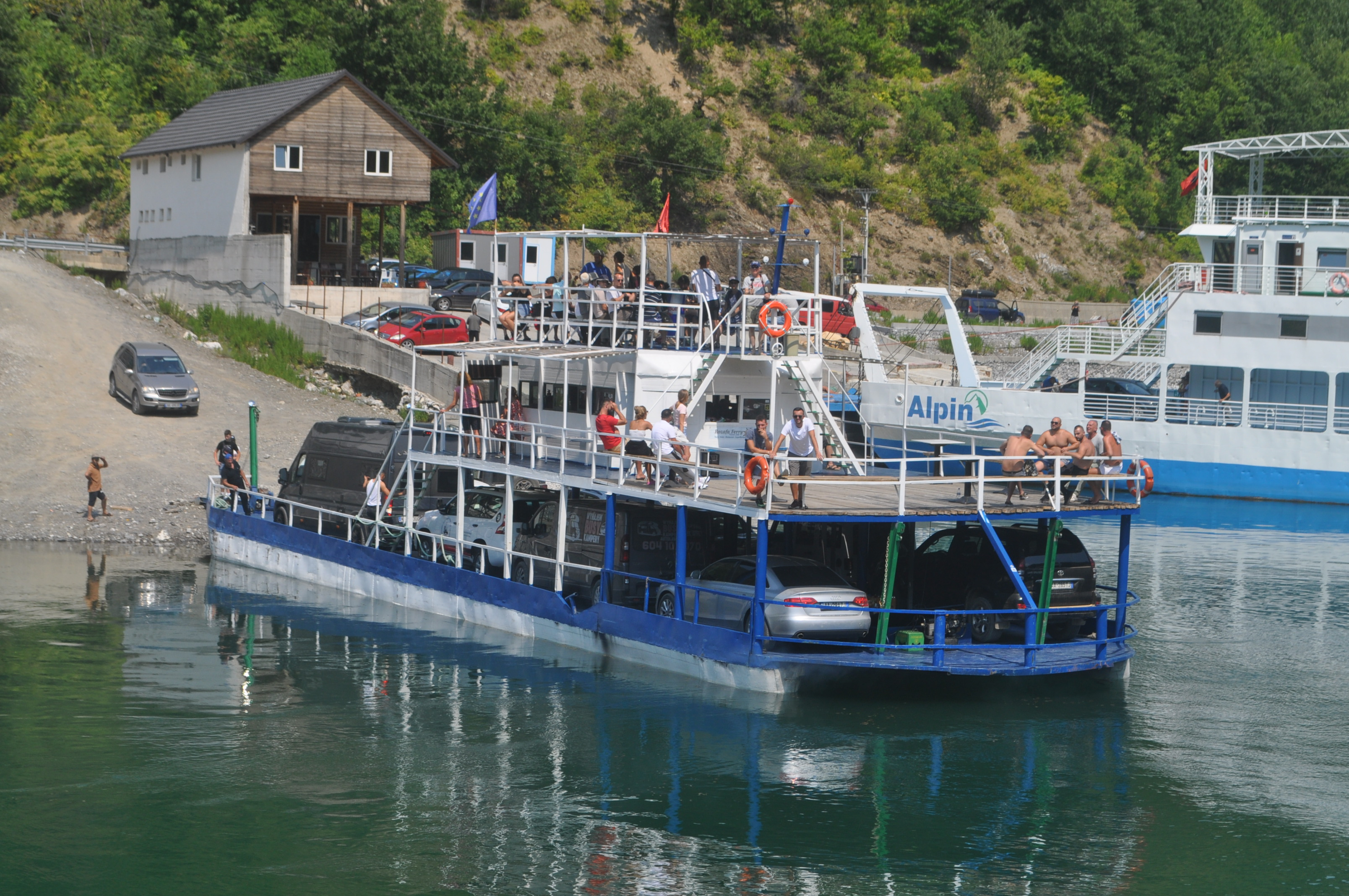
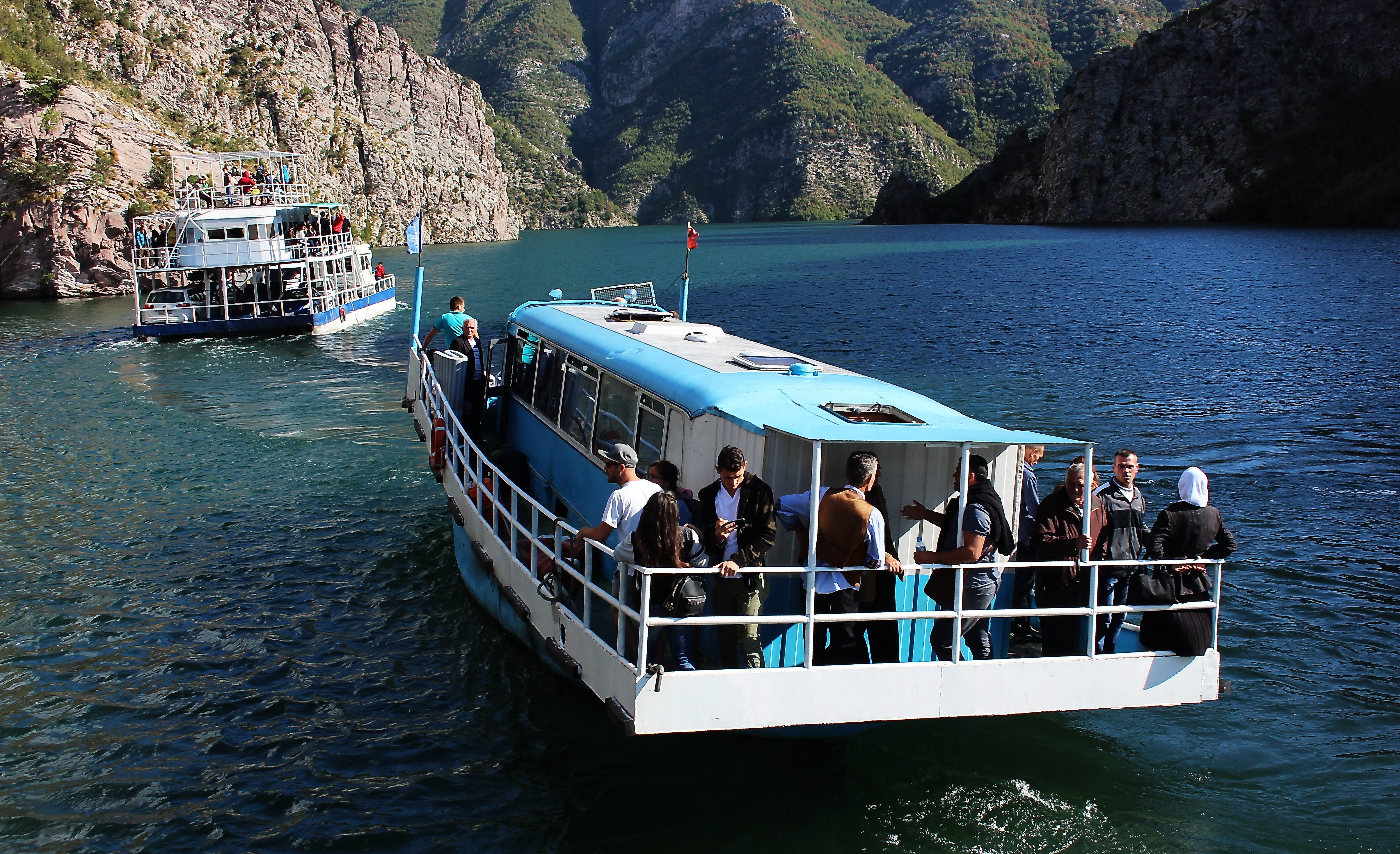
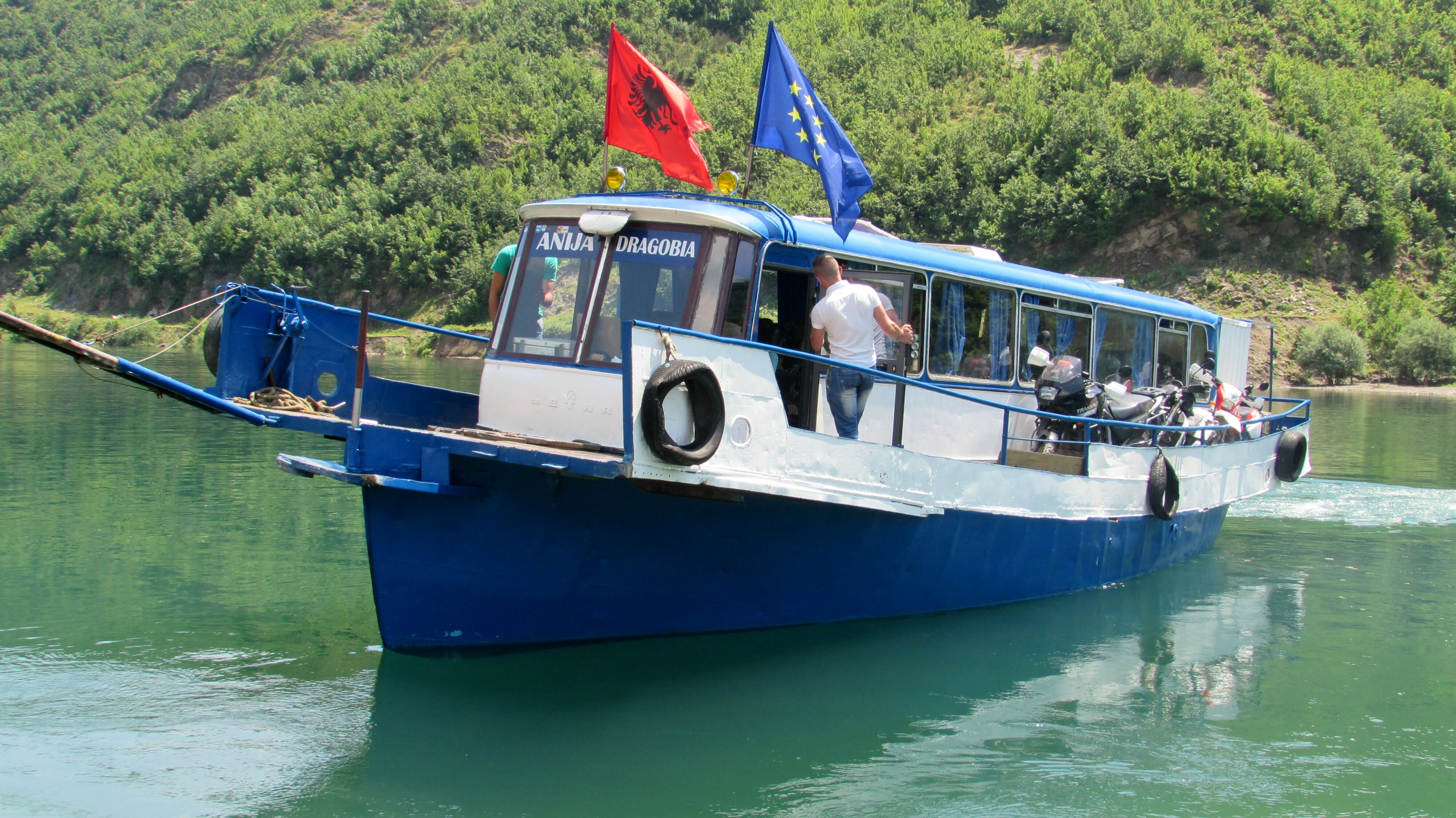

## Voir également
- Géographie de l'Albanie
- Alpes albanaises
- Transports en Albanie

### Opérateurs de ferry
- Komani Lake Explore / Kayak Tour Boat Dragobia
- Berisha Car Ferry / Komani Lake
- Mario Molla Komani Lakei
- Alpin Car Ferry
- Petits bateaux pour se rendre à la rivière Shala.